# Селінов Валентин Іванович
Валентин Іванович Селінов (1876—1946) — історик античності, революційних рухів ХІХ ст. та архітектури.

## Життєпис та науковий доробок
Народився у 1876 році в  м. Карасубузар Таврійської губ. Його батько, вірменин за походженням, займався орендою землі.
До 1890 року проживав з батьками, потім поступив до Феодосійської гімназії, яку закінчив у 1897 році. Цього ж року поступив на історико-філологічний факультет Київського університету Св. Володимира, якій закінчиву  1901 році та почав працювати на місцевих приватних курсах. В 1908 році переїхав до Катеринослава, де працював викладачем російської мови та літератури в комерційному училищі. Через два роки повернувся до Києва й викладав у середніх навчальних закладах та на різних курсах включно до 1919 року.
У 1917 році після видання наукової роботи «Сучасні питання теорії історичного знання у зв'язку з задачами методики історії» його було запрошено читати лекції з «методики історії» на вищих педагогічних курсах Києва. У 1919 році переїхав до Одеси, де працював у педагогічному відділі губкомітету професійної освіти та організовував курси по підготовці вчителів трудових шкіл.
В 1921—1930 роках був викладачем Одеського інституту народної освіти (ОІНО), вів курс методики суспільствознавства та історії, з 1924/25 н. р. — техніку викладання суспільствознавства, практичні питання викладання історії, економічну історію Англії, загальний курс історії культури, екскурсійний та образотворчий метод викладання історії. У липні 1927  року затверджено штатним професором Одеського інституту народної освіти. Окремою частиною його плідної діяльності в інституті була громадська діяльність — член соціально-педагогічного комітету, заступник голови педагогічної предметної комісії. Голова осередку «Друзів дітей» при груповому комітеті спілки «Робітники освіти» (1927), читав лекції з краєзнавства у вечірньому робітничому університеті (1929 р.), завідував окружним методичним комітетом. Працював у педагогічній секції ОНТ при ВУАН (1926—1930), історично-етнологічному відділі Одеської філії Всеукраїнській академії наук (1927—1930 рр.) та редагував екскурсійний відділ збірки «Одеса та Одещина». Після реорганізації в 1930 році ОІНО, наступні три роки працював в Одеському інституті професоійної освіти та Одеському інституті соціального виховання.
У жовтні 1930 року  за призначенням сектора науки Народного комісаріату освіти, він як вчений секретар Одеської Державної бібліотеки та  Одеської комісії краєзнавства при Всеукраїнській академії наук, посів посаду завідувача  відділу феодалізму та торговельного капіталізму в Надчорноморських країнах Одеського історико-археологічного музею. Під час роботи в музеї займався розробкою проблем місцевого минулого та методологічними питаннями історії.
У лютому 1931 року був заарештований органами ДПУ за підозрою в участі у підпільній діяльності організації українських націоналістів. У вересні того ж року його звільнили та поновили на роботі.
У грудні 1940 року ВАК при Всесоюзному комітеті у справах вищої школи допустила вченого без наявності вченого ступеня кандидата наук до захисту докторської дисертації.
Під час німецько-румунської окупації залишився у Одеси. Основним місцем його роботи став Румунський королівський університет (університет Трансністрії) був професором історико-філологічного факультету, з серпня 1943 року - завідувачем кафедри російської історії. 7.01.1944 р. після захисту дисертації «Древние причерноморские поселения между Бугом и Днестром в период расцвета Ольвии», який відбувся у жовтні 1943 р., Дирекція культури примарії Одеського муніципалітету затвердила постанову сенату університету про присвоєння вченого ступеня доктора історичних наук. У цей час він також був директором історико-археологічного музею (1941—1944 рр.), де керував роботою по всіх відділів та проводив активну наукову роботу в історичному архіві, де обробляв матеріали фонду канцелярії Новоросійського та Бессарабського генерал-губернатора часів М.Воронцова (1823—1854 рр.). Там же під його керівництвом практичну роботу по ознайомленню з матеріалами фондів проводили студенти історики, одним із яких був майбутній проф. П.Каришковський.
У березні 1944 року з відступаючими з Одеси військами переїхав до Румунії, але у січні 1945 року  повернувся до міста. У серпні 1945 року за співробітництво в період окупації з німецько-румунською владою був заарештований органами НКВС. 15.10.1945 р. Військовий Трибунал НКВС Одеської області засудив його до 10 років ВТК з позбавленням у правах на 5 років. Помер 16.02.1946 р. у місцях ув'язнення у Дніпропетровській обл. Реабілітований в 1997 році..

## Наукова діяльність
Аналіз наукової спадщини свідчить про її багатогранність (понад 60 наукових праць). Вчений приділяв увагу напрямку в науці, що органічно розвивався у контексті загальних наукових досліджень — теоретико-методологічним питанням історичної науки. Об'єктом інтересів вченого стала методико-педагогічна та методико-практична проблематика викладання історичної науки, яка невід'ємно була пов'язана з викладацькою діяльністю. У своїх наукових дослідженнях торкався періоду нової історії початку ХІХ ст., в яких він розглядав національно-визвольний рух та революційні настрої багатьох європейських країн. До кола інтересів вченого потрапили соціально-економічний розвіток Півдня України. Відмінною рисою наукової творчості були дослідження краєзнавчого характеру. Наслідком чого стала участь вченого у підготовці ювілейного видання до 150-річчя Одеси.

### Праці
- Современные вопросы теории исторического знания в связи с задачами методики истории. — Петроград, 1915;
- К вопросу о приёмах преподавания истории в старших классах средней школы (Глава из методики истории) // Педагогический сборник. — 1917. — № 1;
- Экскурсия в Ольвию (Методические указания) // Наша школа. — 1924. — № 3. — С. 36-39;
- Ольвия. — Одесса, 1924;
- Ленинградский научно-исследовательский экскурсионный институт // Наша школа. — 1924. — № 7-9;
- Краеведческая библиография (История, фольклор, археология) // Вісник Одеської Комісії Краєзнавства при ВУАН. — 1925. — Ч. 2-3;
- Пушкин и греческое восстание (исследование) // А. С. Пушкин. Статьи-материалы. — Вып. 1. — Одесса, 1926;
- История и археология в краеведческой работе. — Л., 1927;
- До питання про джерела повісти Пушкіна «Кірджалі» // Ювілейний збірник на пошану академіка Д. І. Багалія. — Т. ІІ. — К., 1927;
- Что хранят в себе строительные архивы провинции (Материалы Строительного комитета «Старой Одессы») // Краеведение. — 1927. — № 2;
- Из истории национально-освободительной борьбы греков и румын в начале ХІХ века // Новый Восток. — 1928. — № 20-21;
- Політична криза 1821 р. в Дунайських князівствах // Новый восток. — 1928. — № 20-21;
- Воронцовский дворец как культурно-исторический памятник г. Одессы // Вісник ОКК при ВУАН. — 1929. — Ч. 4-5;
- Историко-экономический очерк каменноугольной и железно-рудной промышленности Степной Украины // Вісник ОКК при ВУАН. — 1929. — Ч. 4-5;
- Комментарии к отрывку «Из журнала греческого восстания» писанного Пушкиным в 1821 г.// Пушкин и его современники. — Л., 1930. — Вып. 38/39;
- Архітектурні пам'ятники старої Одеси. — Одеса, 1930;
- Одесская государственная научная библиотека: исторический очерк. 1829—1917 // Исторический очерк ОГНБ им. А. М. Горького. — Одесса, 1941;
- Александр Скарлатович Стурдза // Одесская газета. — 1942. — 24 февраля;
- Очерки по истории Транснистрии и Одессы // Молва. — 1943. — 24 января;
- История колонизации территории между Днестром и Бугом // Молва. — 1944. — 8 февраля; Древне-причерноморские поселения. — Одесса, 1943.